# Somethin Wicked This Way Comes
Somethin Wicked This Way Comes - debiutancki, nieoficjalny album zespołu Wolfpac wydany w roku 1997. Większość piosenek z tego albumu pojawiła się na następnym albumie zespołu, Evil Is...

## Spis utworów
1. Thirty Three
2. Somethin Wicked
3. Death Becomes Her
4. Six Disciples
5. Vengeance Des Les Mortes
6. Humpty Dance
7. In Harms Way
8. Get Lit
9. Hide & Seek
10. Evil Is...
11. Armageddon
12. Track 12
13. Track 13